# 리틀시저스 아레나
리틀시저스 아레나(영어: Little Caesars Arena)는 미국 미시간주 디트로이트에 위치한 실내 경기장이다. 현재 NBA 디트로이트 피스턴스와 NHL 디트로이트 레드윙스의 홈경기장으로 사용하고 있으면, 2029년 WNBA 디트로이트 WNBA 팀 홈경기장으로 사용할 예정이다.